# Dorflinde Sigmaringendorf

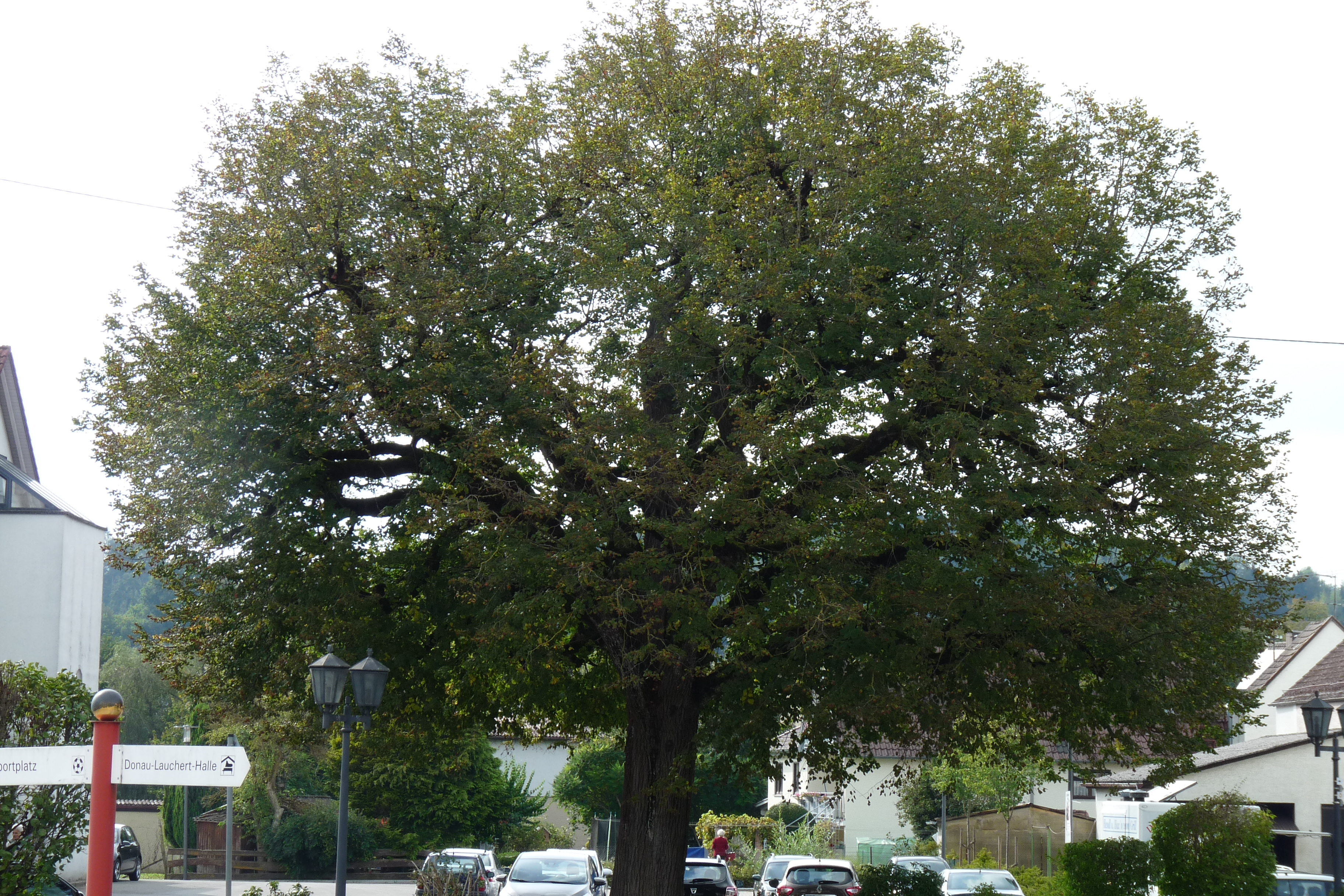
Die Dorflinde im September 2016

Die Dorflinde war eine Linde aus der Mitte des 19. Jahrhunderts, die sich in der Ortsmitte von Sigmaringendorf befand. Als „schöne Linde mit gleichmäßigem Kronenbild“ war sie in das Verzeichnis der Naturdenkmäler Baden-Württembergs unter der Nummer 84371050001 eingetragen. Der Baum galt durch seine Höhe von 16 Metern, seine ausladende Krone und den zentralen Standort in der Dorfmitte gegenüber dem Rathaus der Gemeinde als ortsbildprägend.
Im Juli 1931 wurden bei einem schweren Gewittersturm mehrere Äste des Baumes abgerissen. Bereits damals mussten zur Verstärkung einige eiserne Ringe um den Baum gelegt werden. Wegen altersbedingter Erkrankungen war 2001 die Bruchsicherheit des Baumes nicht mehr gegeben und eine Fällung stand zur Diskussion, da die Linde auch die durch den Ort führende Bundesstraße 32 überragte und den Verkehr gefährdete. Damals wurden Kronenverankerungen eingesetzt und das Astwerk rundum um vier bis fünf Meter gekürzt, wodurch der Baum zunächst gesichert und erhalten werden konnte. Im September 2016 kam ein Gutachter zu dem Schluss, dass die damals dem Baum zugefügten Verletzungen in der Folge eine weitere Zersetzung des Holzes verursachten, wodurch erneut die Bruchsicherheit nicht mehr gegeben sei. Mögliche Maßnahmen zur Baumerhaltung bezeichnete das Gutachten als „unverhältnismäßig“. Die wesentlichen tragenden Teile seien „erheblich geschädigt und nicht mehr bruchsicher“. Das Gutachten empfahl daher die Fällung der Linde. Anfang November 2016 wurde der Baum gefällt. Die Experten, die mit der Fällung betraut waren, schätzten anschließend das Alter der Linde auf rund 175 Jahre.